# Kingsman: The Golden Circle
Kingsman: The Golden Circle (intitulada Kingsman: El círculo dorado en Hispanoamérica y Kingsman: El círculo de oro en España) es una película de comedia de espías y acción británica de 2017, coproducida y dirigida por Matthew Vaughn y escrita por Vaughn y Jane Goldman. Es la secuela de la película de 2014 Kingsman: El Servicio Secreto, basada en la serie de cómics Kingsman, creada por Dave Gibbons y Mark Millar. La película incluye a Colin Firth, Taron Egerton, Mark Strong, Edward Holcroft y a Sophie Cookson que regresan para interpretar sus papeles de la primera película, junto con Julianne Moore, Halle Berry, Pedro Pascal, Elton John, Channing Tatum y Jeff Bridges que se unen al elenco. La trama sigue a los agentes Kingsman que necesitan unirse a sus homólogos estadounidenses, los Statesman, después de que el mundo sea rehén de una nueva amenaza.
The Golden Circle tuvo su premier en Londres el 18 de septiembre de 2017; mientras que en cines se estrenó en el Reino Unido el 20 de septiembre, y en los Estados Unidos, un día después, en IMAX. Ha recaudado 100 millones de dólares en todo el mundo y ha recibido opiniones mixtas de los críticos; el uso de nuevos personajes y la acción sobre-estilizada tuvo una recepción polarizada y además de su duración de 141 minutos fue duramente criticada.

## Sinopsis
Eggsy (Taron Egerton) es atacado al salir de la sede de los Kingsman por Charlie (Edward Holcroft), un aspirante a agente secreto al que creía muerto. Poco después, la sede de Kingsman es destruida y sus agentes, muertos. Todos, excepto Eggsy y Merlín (Mark Strong). Su nueva misión será descubrir quién ha perpetrado los ataques y por qué. Para ello, viajan hasta Kentucky (Estados Unidos) para solicitar la ayuda de los agentes secretos de Statesman, dirigidos por Champán (Jeff Bridges): Tequila (Channing Tatum), Whisky (Pedro Pascal) y Ginger (Halle Berry).

## Reparto
- Taron Egerton como Gary "Eggsy" Unwin/Galahad.
- Colin Firth como Harry Hart/Galahad.
- Julianne Moore como Poppy Adams.
- Mark Strong como Merlín.
- Halle Berry como Ginger.
- Elton John como él mismo.
- Channing Tatum como Tequila.
- Jeff Bridges como Champán "Champ".
- Pedro Pascal como Whiskey.
- Edward Holcroft como Charles "Charlie" Hesketh.
- Hanna Alström como Princesa heredera Tilde de Suecia.
- Sophie Cookson como Roxanne "Roxy" Morton/Lancelot.
- Michael Gambon como Sir Giles/Arthur.
- Poppy Delevingne como Clara Von Gluckfberg.
- Bruce Greenwood como el Presidente de los Estados Unidos.
- Emily Watson como Chief of Staff Fox.
- Björn Granath como el Rey de Suecia.
- Lena Endre como la Reina de Suecia.

## Producción
Antes del estreno de Kingsman: The Secret Service, Mark Millar y Matthew Vaughn indicaron que una secuela sería posible si la primera película fuera un éxito en taquilla, y Vaughn expresó el interés en volver a dirigir

## Estreno
20th Century Fox originalmente había programado Kingsman: The Golden Circle para una fecha de lanzamiento en verano, el 16 de junio de 2017, pero después movió la película al 6 de octubre de 2017. La película fue trasladada hasta el 20 de septiembre en el Reino Unido y el 22 de septiembre de 2017 en Estados Unidos, probablemente para evitar la competencia con Blade Runner 2049. La película tiene una versión IMAX.

## Recepción

### Taquilla
Hasta el 3 de octubre de 2017, Kingsman: The Golden Circle ha recaudado $66,637,153 millones en Estados Unidos y Canadá y $126,330,863 millones en otros territorios por un total mundial de $192.968.016 millones de dólares, frente a un presupuesto de producción de $104 millones.
En Norteamérica, la película fue lanzada al lado de The Lego Ninjago Movie y Friend Request, y se espera que obtenga entre 40 a 45 millones de dólares de 4003 cines en su primer fin de semana de estreno. Hizo 3,4 millones de dólares en preestrenos de la noche del jueves en 3100 salas, frente a los 1,4 millones de dólares de la primera película y 15,3 millones de dólares en su primer día. Se abrió con 39 millones de dólares, un aumento sobre el debut de la primera película de $ 36.2 millones y alcanzando la cima de la taquilla.

### Crítica
En el sitio web Rotten Tomatoes, la película tiene un porcentaje de aprobación del 51%, basada en 176 revisiones, con una calificación promedio de 5.3/10. El consenso crítico del sitio dice: «Kingsman: The Golden Circle ofrece más de lo que hizo a su predecesora tan divertida, pero carece de esa salvaje chispa creativa». En Metacritic, la película tiene una puntuación media ponderada de 45 sobre 100, basada en 40 críticos, indicando «revisiones mixtas o promedio». Las audiencias encuestadas por CinemaScore le dieron a la película una calificación promedio de «B+» en una escala de A+ a F, la misma puntuación obtenida por su predecesora.
Escribiendo para Uproxx, Amy Nicholson llamó a la película mejor que la primera, escribiendo: «The Golden Circle ha madurado lo suficiente. Se ha duplicado el caos y martillado el tono. Todo es sincero, incluso cuando es una locura». Escribiendo para Rolling Stone, Peter Travers le dio a la película 2,5 de 4 estrellas y escribió: «Los trucos desafían las leyes de la gravedad, pero no son menos divertidos por eso, ten cuidado con la lucha en el telesquí. Incluso cuando Kingsman: El círculo dorado sale de los rieles, y lo hace inevitablemente, esta alcaparra agrietada te desgasta con la acción y las risitas. A veces el exceso puede dañar también».
Michael Phillips, del Chicago Tribune, le dio a la película 1.5 de 4 estrellas y dijo: «Kingsman: The Golden Circle ofrece todo: varios aburridos ganadores del Oscar; dos escenas con muerte por molinillo de carne; Elton John, asaltando en primer plano, excepto un buen momento». Escribiendo para RogerEbert.com, Glenn Kenny le dio a la película 0 de 4 estrellas, diciendo: «Tan llena de acción como la primera película, parece que son seis horas. La película se arrastra de forma espasmódica desde la pieza de set a la pieza de conjunto y gasta cantidades excesivas de tiempo en disparos de sus personajes en cámara lenta en los marcos de pantalla ancha, mostrando accesorios que serán vendidos a usted por varias empresas en Kingsman, todo a través de Internet».